# Cerkiew Wprowadzenia Matki Bożej do Świątyni i św. Pantelejmona w Wisaginii
Cerkiew pod wezwaniem Wprowadzenia Matki Bożej do Świątyni i św. Pantelejmona – nowoczesna cerkiew prawosławna w Wisaginii. Świątynia parafialna. Należy do dekanatu wisagińskiego w eparchii wileńskiej i litewskiej Rosyjskiego Kościoła Prawosławnego.

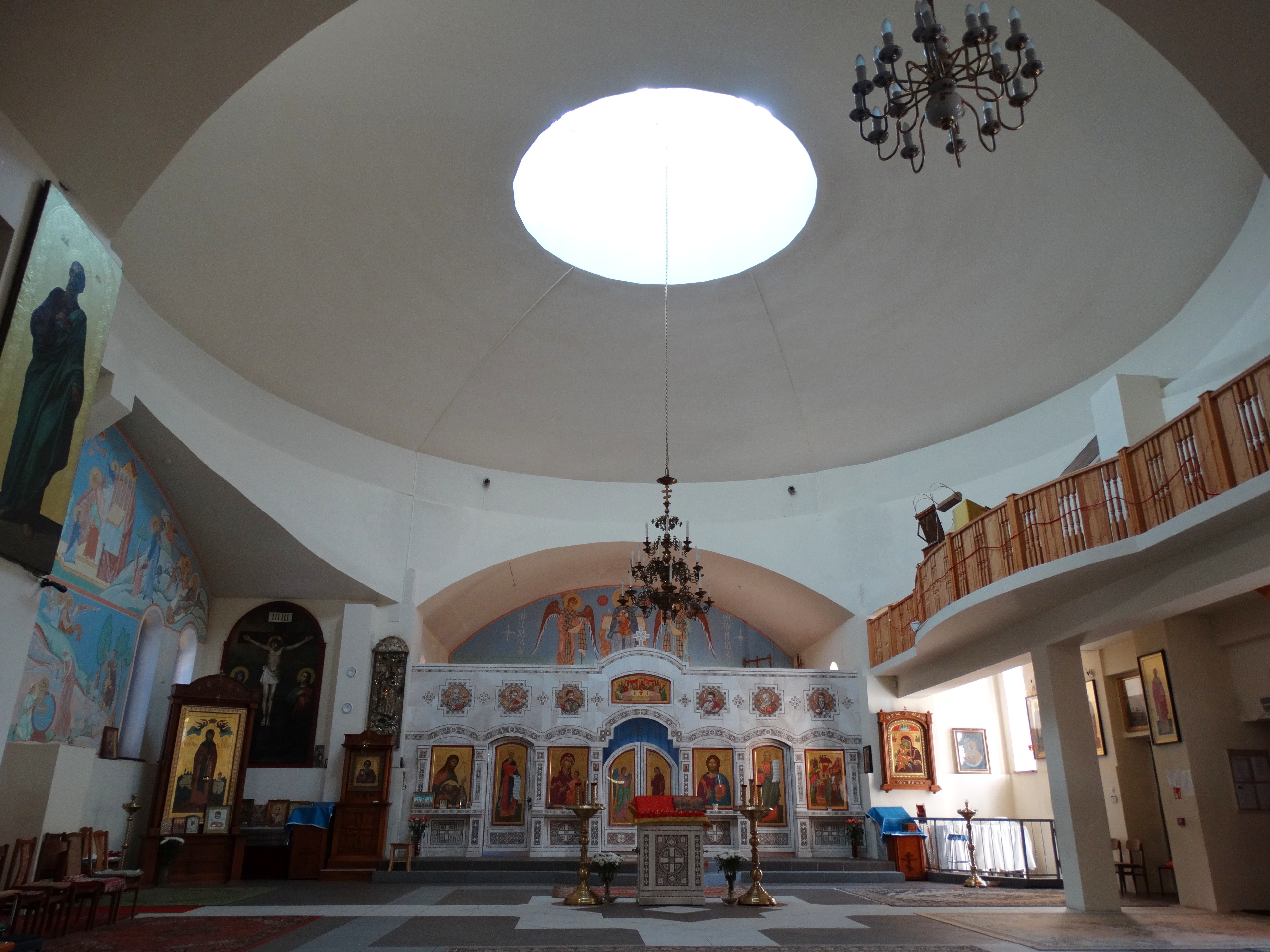
Wnętrze cerkwi

Prace nad wzniesieniem cerkwi rozpoczęły się wiosną 1996. Budynek powstawał na fundamentach niedokończonego bloku mieszkalnego, którego budowa została porzucona. Teren został przekazany parafii św. Pantelejmona przez Ignalińską Elektrownię Jądrową. Nabożeństwa w niedokończonej jeszcze cerkwi zaczęły być odprawiane po jej poświęceniu w dniu 9 sierpnia 2000 r. przez metropolitę wileńskiego i litewskiego Chryzostoma. Rozbudowa cerkwi, przy finansowej pomocy eparchii, lokalnego samorządu i wiernych, jest kontynuowana.